# Åkers kyrka, Småland
Åkers kyrka är en kyrkobyggnad i Åkers socken i Vaggeryds kommun i Småland. Den tillhör Skillingaryds församling i Växjö stift.

## Kyrkobyggnaden
Den allra första kyrkan lär ha varit en byggnad uppförd i trä på den plats där Hembygdsgården är belägen. Under 1500-talet byggdes en kyrka i sten. Grundrester från denna kyrka finns under den nuvarande kyrkans golv. Det var en kyrka utan torn. Klockorna hade sin plats i en klockstapel.
Nuvarande kyrka i nyklassisk stil uppfördes 1843–1845 av byggmästare Peter Pettersson i Tåå. Kyrkan är byggd av gråsten och består av långhus med halvrunt kor i öster. Vid västra kortsidan finns ett lågt kyrktorn vars tak har en öppen lanternin av trä. Vid långhusets norra sida finns en halvrund sakristia. Ingångar finns vid tornets västra sida samt vid långhusets södra sida. Väggarna är spritputsade i vitt och taket är belagt med svartmålad plåt.
Interiören är av salkyrkotyp med tunnvalv. Kortaket dekorerades 1938 av konstnären Torsten Hjelm med motiv: "Kristi uppståndelse".

## Inventarier
- Ett krucifix är från 1300-talet.
- En klocka är från 1528.
- Dopfunten är skulpterad 1938 av Erik Sand från Strängnäs.
- Altartavlan är utförd 1938 av C G Liefwendahl, och har motivet "Herdarnas tillbedjan".
- Altaruppställningen som omger altartavlan är samtida med kyrkan byggnadsår. Den består av kolonner krönt av ett rundbågigt överstycke med en strålsol.
- I vapenhuset finns den äldre altartavlan från 1700-talet med motivet "Nattvarden".
- Bänkinredningen är sluten och samtida med kyrkan. 1938 blev den ombyggd.
- Orgelläktaren samt den bevarade orgelfasaden är ritad 1854 av Johan Fredrik Åbom.

## Orglar
- 1854 byggde Johan Nikolaus Söderling en orgel till den nya kyrkan med fjorton stämmor.
- 1937 ersattes den gamla orgeln med ett nytt verk byggt av A. Mårtenssons Orgelfabrik AB, Lund. Orgeln är pneumatisk och har fria och fasta kombinationer. Automatisk pedalväxling finns till orgeln.

| Huvudverk I    | Svällverk II      | Pedal       | Koppel   |
| Principal 8’   | Rörflöjt 8’       | Subbas 16’  | I/P      |
| Dubbelflöjt 8’ | Salicional 8'     | Oktavbas 8’ | II/P     |
| Oktava 4’      | Principal 4’      | Oktava 4'   | II/I     |
| Täckflöjt 4’   | Flöjt 4'          | Fagott 16'  | II 16'/I |
| Kvinta 2 2/3'  | Waldflöjt 2'      |             | II 4'/I  |
| Oktava 2’      | Nasat 1 1/3'      |             | II 4'/P  |
| Mixtur 3 ch    | Cimbel 3 ch       |             |          |
| Dulcian 8'     | Krumhorn 8'       |             |          |
|                | Crescendosvällare |             |          |

- 1976 installerades en kororgel.

### Webbkällor
- anläggningspresentation
- byggnadspresentation